# Vijoličasta kolesnica
Vijoličasta kolesnica (znanstveno ime Collybia nuda) je gliva iz rodu korenovk (Collybia) v katerega je bila premeščena iz rodu kolesnic (Lepista), ampak slovensko ime še ni bilo uradno spremenjeno.

## Značilnosti
Klobuk je gladek in ima v premeru od 6 do 15 cm. Mlade gobe so značilne vijoličaste barve, ki kasneje zbledi in površina postane rumena z rjavim osredjem. Pri zrelih primerkih je rob valovit.
Lističi so gosti in zaokroženo priraščeni na bet. Pri starejših gobah potekajo rahlo po betu. Lahko se odluščijo od klobuka. V mladosti so vijoličasti, kasneje postanejo rjavi.
Bet je vlaknat in je visok od 5 do 10 cm ter ima od 15 do 25 mm v premeru.
Meso je vijoličasto, krhko in ima rahel vonj po janežu ter je prijetnega okusa.

## Razširjenost in življenjski prostor
Raste kot gniloživka v listni zastirki v listnatih in mešanih gozdovih ter pod živimi mejami. V skupinah v krogih ali lokih. Najpogosteje jeseni, ob milem vremenu lahko obrodi tudi do decembra.

## Mikroskopske značilnosti
Trosni prah je bel z lilastimi odtenki. Trosi so elipsasti z drobnimi bradavicami, in neamiloidni merijo 6–8 x 3–4 μm.

## Podobne vrste
- umazana kolesnica (Lepista sordida oz. Collybia sordida) ima vodeno svetlo vijoličast klobuk in je drobnejša
- dvobarvna kolesnica (Lepista personata oz. Collybia personata) ima vijoličast bet in klobuk kremaste do rjave barve
- bledovijoličasta kolesnica (Lepista glaucocana) je bolj bledih barv
- vijoličasta koprenka (Cortinarius violaceus) ima suh žametast klobuk in rjasto rjav trosni prah

## Uporabnost
Pogojno užitna, surova je škodljiva sicer pa velja za okusno gobo.
Morda presenetljivo, a vijoličasta kolesnica se lahko uporablja za barvanje tkanin ali papirja v travnato zeleno barvo. Za izdelavo zelenega barvila se gobe sesekljajo in nato kuhajo v vodi v železnem loncu.

## Galerija slik
- Ilustracija
- klobuk
- lističi in bet
- trosi